# Jean-Antoine du Cerceau
Pour les articles homonymes, voir du Cerceau.
Jean-Antoine du Cerceau, né à Paris le 12 novembre 1670 et décédé accidentellement à Véretz le 4 juillet 1730, est un prêtre jésuite français, poète, auteur dramatique et homme de lettres.

## Biographie
Enseignant dans plusieurs collèges de son ordre, il composa pour ses élèves plusieurs pièces, en vers latins ou français, qui furent jouées dans ces collèges. Il est le plus populaire des auteurs dramatiques jésuites: ses comédies sont réimprimées durant plus d'un siècle. Il fut produit à la cour. Il devint précepteur du prince de Conti et périt accidentellement, tué par son élève qui le frappa involontairement en maniant un fusil.

## Œuvres principales
- Jean-Antoine Du Cerceau, Conjuration de Nicolas Gabrini, dit de Rienzi tyran de Rome en 1347. Ouvrage posthume du R. Pere Du Cerceau de la Compagnie de Jesus. Nouvelle edition, 1748. Bibliothèque de la Sorbonne, NuBIS, cote HMI 6= 43. Carmina, poésies latines, 1705

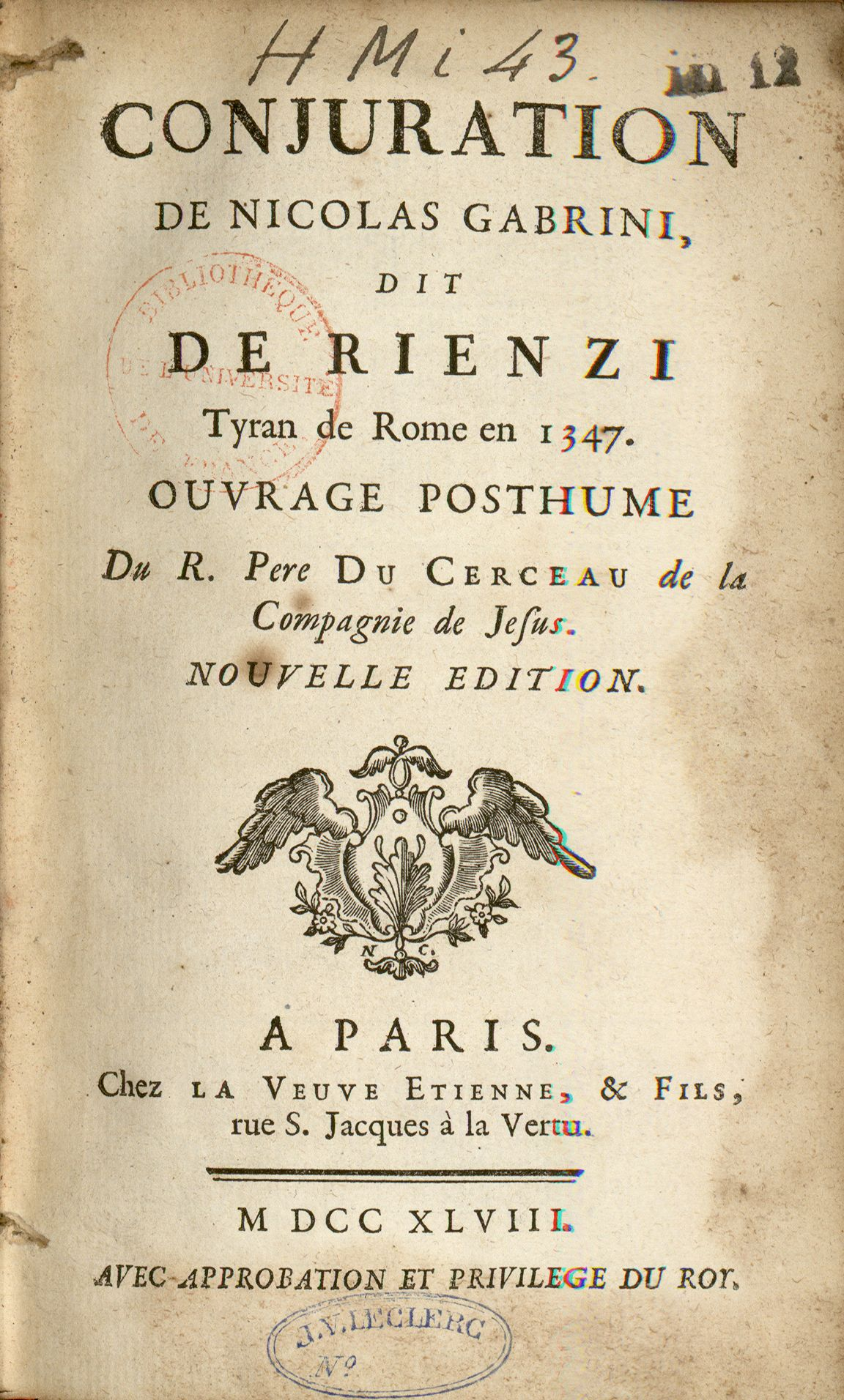
Jean-Antoine Du Cerceau, Conjuration de Nicolas Gabrini, dit de Rienzi tyran de Rome en 1347. Ouvrage posthume du R. Pere Du Cerceau de la Compagnie de Jesus. Nouvelle edition, 1748. Bibliothèque de la Sorbonne, NuBIS, cote HMI 6= 43.

- Les Incommodités de la grandeur, drame héroïque, 1713
- Opera. Nova editio, aucta et emendat, 1724
- Histoire de la dernière révolution de Perse, 1728
- Conjuration de Nicolas Gabrini, dit de Rienzi, tyran de Rome en 1347, achevé par Pierre Brumoy, 1733
- Histoire de Thamas Kouli-Kan, Sophi de Perse, 1740-1741
- Réflexions sur la poésie françoise : où l'on fait voir en quoi consiste la beauté des vers, et où l'on donne des règles sûres pour réussir à les bien faire ; avec une défense de la poësie, et une apologie pour les sçavans, 1742
- Théâtre du P. Du Cerceau à l'usage des collèges, nouvelle édition revue et augmentée d'une notice sur la vie et les ouvrages de cet auteur, 1822 Texte en ligne
- Œuvres de Du Cerceau, contenant son théâtre et ses poésies, nouvelle édition avec des notes, précédée d'un essai sur la vie et les écrits de l'auteur, 1828 Texte en ligne 1 2